# Boro-Tala
Der Boro-Tala (russisch Боро-Тала; chinesisch 博尔塔拉河, Pinyin Bóěr Tǎlā Hé) ist ein Fluss im Mongolischen Autonomen Bezirk Bortala der Volksrepublik China im äußersten Westen der Dsungarei.
Der Boro-Tala entsteht am Zusammenfluss seiner beiden Quellflüsse Demekpe und Koksu auf einer Höhe von 2567 m. Er fließt in östlicher Richtung durch ein Tal, das zwischen dem Dsungarischen Alatau im Norden und dem Borochoro und dessen Gebirgsausläufern im Süden verläuft. Am Flusslauf liegen die Städte Bogdar und Bortala. Schließlich erreicht der Fluss die Tiefebene des Ebinur-Sees. Er fließt in einem Bogen erst nach Südosten und dann nach Nordosten, bevor er das Südwestufer des Ebinur-Sees erreicht. Der Boro-Tala hat eine Länge von 250 km. Der Unterlauf fällt häufig trocken. Dort ist sein Flusslauf sehr stark gewunden und erreicht eine Flussbreite von 100 bis 150 m. Der Fluss weist lang andauernde Frühjahrshochwasser auf. Im Sommer können Starkniederschlagsereignisse zu schweren Überschwemmungen führen.
Am Unterlauf des Boro-Tala wird Wasser zur Bewässerung und zur Trinkwasserversorgung abgezweigt.